# Chorwacja w Konkursie Piosenki Eurowizji Junior
Chorwacja w Konkursie Piosenki Eurowizji Junior zadebiutowała w 2003 roku. Od czasu debiutu konkursem w kraju zajmuje się nadawca Hrvatska radiotelevizija (HRT).

## Historia Chorwacji w Konkursie Piosenki Eurowizji Junior

### Konkurs Piosenki Eurowizji Junior 2003
Chorwacki nadawca Hrvatska radiotelevizija (HRT) zadebiutował w 1. Konkursie Piosenki Eurowizji Junior. Stacja wyłoniła swojego reprezentanta za pośrednictwem krajowych eliminacji Dječja pjesma Eurovizije 2003. Z nadesłanych zgłoszeń komisja jurorska (w składzie: Alan Bjelinski, Rajko Dujmić, Boris Đurđević, Mladen Kušec, Marin Margitić, Ivana Plechinger i Maja Vučić) wybrała 10 utworów, które 7 lipca 2003 zaprezentowały się podczas finału preselekcji w Tvornica Kulture w Zagrzebiu. Do finału zakwalifikowali się: Luka Matošević („Zašto si otišla”), Snježana-Ivana Pandl („Treba mi vremena”), Mania („Nedodirljiva”), Sara-Elena Menkovska („Suzice”), Romana Brajša („Ovisna”), Ivana Mrkonjić („Anđele”), Kristina Jarić („Ptica”), Hana Mašić („Otkucaj srca tvog”), Marina Lijić („Što je bilo”) oraz Dino Jelušić („Ti si moja prva ljubav”). Preselekcje prowadzone przez Ivę Sulentić i Frano Domitrović, decyzją telewidzów wygrał Dino Jelusić z utworem „Ti si moja prva ljubav”.
15 listopada 2003 Jelusić zwyciężył w finale konkursu zdobywszy łącznie 134 punkty, w tym najwyższe noty 12 pkt z Norwegii, Rumunii i Macedonii Północnej.

### Konkurs Piosenki Eurowizji Junior 2004
Po zwycięstwie w 2003 chorwacki nadawca Hrvatska radiotelevizija (HRT) negocjował z EBU organizację 2. Konkursu Piosenki Eurowizji Junior, gdyż brytyjski nadawca ITV odrzucił możliwość organizacji z powodów finansowych. Telewizja w końcu zrezygnowała z organizacji wydarzenia, ponieważ docelowa hala, w której miałby się odbyć konkurs, była już zarezerwowana na poczet innego wydarzenia. Organizatorem konkursu został norweski nadawca NRK, który przygotował widowisko w Håkons Hall w Lillehammer.
Telewizja HRT wyłoniła reprezentanta na konkurs poprzez program Dječja pjesma Eurovizije. 23 maja 2004 ujawniono listę dwunastu finalistów, którzy zostali wybrani spośród stu zgłoszeń nadesłanych do nadawcy, finaliści wystąpią podczas krajowych eliminacji 25 września. Finalistami zostali: Petra Škofić („Potres”), Anita Novak („Moja utjeha”), Mia Kordić („Mogu”), Kristijan Stepanić („Da li još”), Lana Ivanković („Svakom tko zna”), Nela Buj („Suze malene”), Tea Zec („Don’t Worry”), Iva Valentić („Hajde upali mrak”), Kristina Jarić i Niko Miljanić („Djeca svijeta”), Jakov Milanković i Ana Guberina („Odlazim”), Nika Turković („Hej mali”) i Party Kiss & Double F. („Nije ok”). W finale krajowych eliminacji zwyciężyła 9-letnia Nika Turković.
20 listopada 2004 Turković wystąpiła jedenasta w kolejności na koncercie finałowym i zajęła trzecie miejsce po zdobyciu 126 punktów, w tym maksymalnych not 12 pkt od Macedonii Północnej i Wielkiej Brytanii. Oglądalność konkursu w Chorwacji wyniosła 666 tys. widzów.

### Konkurs Piosenki Eurowizji Junior 2005
3 lipca 2005 w Anton Marti Studio HRT odbyły się krajowe eliminacje do 3. Konkursu Piosenki Eurowizji Junior – Dječja Pjesma Eurovizije 2005, podczas których wystąpiło dziesięciu uczestników: Kim Verson („Sretno dijete”), Sarah Posavac („San”), Lorena Jelusić („Rock Baby”), Kristina i Valentina Bralo („Pleši”), Lamia Belošević („Prijateljica”), Mia Maltar („Ah ta ljubav”), Ana i Matea Madunić („Probudi se”), Kristina Jarić i Valentina Durić („Peti element”), Filip Ratković („Mary Bye, Bye, Bye”) i Lucija Lučić („Mikrofon”).
Eliminacje prowadzone przez Ivę Sulentić i Roberta Bošković wygrała Lorena Jelusić, młodsza siostra Dino Jelušić, dzięki czemu reprezentowała Chorwację na koncercie finałowym w Hasselt. Ostatecznie zajęła 12. miejsce zdobywszy 34 punkty. Oglądalność finału konkursu w Chorwacji wyniosła 642 tys widzów.

### Konkurs Piosenki Eurowizji Junior 2006
26 kwietnia 2006 chorwacki nadawca potwierdził swój udział w 4. Konkursie Piosenki Eurowizji dla Dzieci i ogłosił liczbę dwunastu finalistów, którzy zmierzą się w krajowych eliminacjach Dječja Pjesma Eurovizije 2006, finalistami zostali: Kim Verson („Mi sad pjevamo”), Tijana Petek i Lara Erstic („Zelim biti zvijezda”), Mateo Dido („Lea”), Ivana Kovac („Bilo je ljeto”), Helena Novosel i Kristina Majpruz („Moja ljubavi”), Mia Maltar („Volim te”), Matej Milicic („Nedodirljiva”), Matilda Berisa („Balerina”), Nikolina Petrov („Mobitel”) i Jelena Znidaric („Sve svoje pjesme poklanjam tebi”).
2 lipca 2006 eliminacje prowadzone przez Ivę i Roberta wygrał Mateo Đido z piosenką „Lea”. 2 grudnia 2006 wystąpił czternasty w kolejności i zajął 10. miejsce zdobywszy 50 punktów, w tym najwyższą notę 12 punktów od Macedonii Północnej.

### Konkurs Piosenki Eurowizji Junior 2007–2013: Brak udziału
20 stycznia 2007 chorwacki nadawca Hrvatska radiotelevizija (HRT) postanowił wycofać się z konkursu z powodu kosztów udziału oraz z problemami związanymi z porą emisji wydarzenia.
Nadawca nie brał również udziału w konkursie w 2008, 2009, 2010, 2011, 2012 i 2013 nie podając przy tym powodu swojego braku uczestnictwa.

### Konkurs Piosenki Eurowizji Junior 2014
26 września 2014 potwierdzony został powrót Chorwacji do stawki konkursowej po siedmiu latach nieobecności. 2 października ogłoszono, że Josephine „Josie” Zec została wewnętrznie wybrana do reprezentowania Chorwacji w 12. Konkursie Piosenki Eurowizji Junior. Następnego dnia w programie Puni Kerg ujawniono konkursowy utwór „Game over”, który Josephine sama napisała i skomponowała.
15 listopada 2014 Josie wystąpiła w finale konkursu rozgrywanego w Marsie na Malcie, zajęła ostatnie 16. miejsce z dorobkiem 13 punktów.

### Konkurs Piosenki Eurowizji Junior 2015–2024: Brak udziału
23 czerwca 2015 chorwacki nadawca HRT potwierdził że wycofuje się z udziału w konkursie w 2015 bez podania przyczyny.
18 maja 2024 chorwacki nadawca HRT poinformował, że nie planuje zorganizować powrotu do udziału w konkursie, nie podając przy tym powodu swojej decyzji. 3 listopada w planie programowym chorwackiego nadawcy ujawniono, że po raz pierwszy od 10 lat stacja zamierza transmitować konkurs na żywo za pośrednictwem kanału HRT 2.

### Konkurs Piosenki Eurowizji Junior 2025
8 listopada 2024 szef chorwackiej delegacji Tomislav Štengl potwierdził, że chorwacki nadawca Hrvatska radiotelevizija (HRT) rozważa powrót do konkursu w 2025 roku po 11 latach a reprezentantem miałby zostać zwycięzca chorwackiego The Voice Kids. 16 kwietnia 2025 stacja potwierdziła powrót do udziału w konkursie i ogłosiła, że na reprezentanta wybrano 10-letniego Marino Vrgoča, zwycięzcę chorwackiej odsłony The Voice Kids.

## Uczestnictwo
Chorwacja uczestniczyła w Konkursie Piosenki Eurowizji Junior z przerwami od 2003 do 2014 roku. Poniższa tabela uwzględnia nazwiska wszystkich chorwackich reprezentantów, tytuły konkursowych piosenek i języki w których były śpiewane oraz wyniki w poszczególnych latach.
| Rok                                   | Artysta        | Piosenka                 | Język                | Miejsce | Punkty |
| ------------------------------------- | -------------- | ------------------------ | -------------------- | ------- | ------ |
| 2003                                  | Dino Jelusić   | „Ti si moja prva ljubav” | chorwacki            | 1       | 134    |
| 2004                                  | Nika Turković  | „Hej mali”               | chorwacki            | 3       | 126    |
| 2005                                  | Lorena Jelusić | „Rock Baby”              | chorwacki            | 12      | 34     |
| 2006                                  | Mateo Đido     | „Lea”                    | chorwacki            | 10      | 50     |
| Brak reprezentanta w latach 2007–2013 |                |                          |                      |         |        |
| 2014                                  | Josie          | „Game over”              | chorwacki, angielski | 16      | 13     |
| Brak reprezentanta w latach 2015–2024 |                |                          |                      |         |        |
| 2025                                  | Marino Vrgoč   |                          |                      |         |        |

Legenda:
     1. miejsce
     2. miejsce
     3. miejsce
     Ostatnie miejsce

## Historia głosowania w finale (2003–2014)
Poniższe tabele pokazują, którym krajom Chorwacja przyznaje w finale najwięcej punktów oraz od których państw chorwaccy reprezentanci otrzymują najwyższe noty.
| M. | Kraj                        | Punkty |
| -- | --------------------------- | ------ |
| 1  | Białoruś                    | 32     |
| 2  | Hiszpania                   | 28     |
| 3  | Grecja · Macedonia Północna | 22     |
| 4  | Belgia                      | 19     |
| 5  | Rosja                       | 17     |

| M. | Kraj               | Punkty |
| -- | ------------------ | ------ |
| 1  | Macedonia Północna | 44     |
| 2  | Holandia           | 26     |
| 3  | Norwegia · Szwecja | 25     |
| 4  | Wielka Brytania    | 20     |
| 5  | Białoruś · Rumunia | 19     |

## Komentatorzy i sekretarze
Spis poniżej przedstawia wszystkich chorwackich komentatorów konkursu oraz krajowych sekretarzy podających punkty w finale.
| Komentatorzy i sekretarze z Chorwacji              | Komentatorzy i sekretarze z Chorwacji | Komentatorzy i sekretarze z Chorwacji |
| Rok                                                | Komentator                            | Sekretarz                             |
| -------------------------------------------------- | ------------------------------------- | ------------------------------------- |
| 2003                                               | b.d                                   | b.d                                   |
| 2004                                               | b.d                                   | Buga                                  |
| 2005                                               | b.d                                   | Nika Turković                         |
| 2006                                               | b.d                                   | Lorena Jelusić                        |
| Brak reprezentanta i transmisji w latach 2007–2013 |                                       |                                       |
| 2014                                               | Ivan Planinić i Aljoša Šerić          | Sarah                                 |
| Brak reprezentanta i transmisji w latach 2015–2023 |                                       |                                       |
| 2024                                               | Nika Turković i Duško Ćurlić          | Kraj nie brał udziału w konkursie     |
| 2025                                               |                                       |                                       |